# Perivoj kralja Tomislava
Perivoj kralja Tomislava najveći je i najstariji perivoj u Osijeku. Uređen je 1826. i nalazi se između osječke Tvrđe i Gornjeg grada.
U parku se nalazi nekoliko spomenika, među kojima su spomen-lipe s pločom zasađene 1925. u povodu tisućite obljetnice Hrvatskoga Kraljevstva te lipe koju je 1993. za vrijeme Domovinskog rata posadio tadašnji osječki gradonačelnik Zlatko Kramarić.
Sjeverno od perivoja, uz rijeku Dravu, nalazi se Šetalište kardinala Franje Šepera.

## Povijest

### Nastanak
Perivoj je uređen 1826. pod imenom Pukovnijski vrt na mjestu gdje su se dotad nalazila tri vrta koje je 1811. dao urediti »pukovnik Volksmann«: Officiers Garten na sjeveru, Garnisons Garten na jugu i Spital Garten na zapadu. Smatra se da su potonja dva vrta služila za uzgoj povrća. Za razliku od toga, Officiers Garten bio je perivojnog stila: s dvije osi, središnjim kružnim prostorom i potencijalno sjenicom ili paviljonom, a tragovi vrta na tom mjestu sežu još u 1763. godinu.

### Tisućita obljetnica Hrvatskoga Kraljevstva
Prigodom tisućite obljetnice Hrvatskoga Kraljevstva, manifestacije koja je 1925. održana na području cijele Kraljevine Srba, Hrvata i Slovenaca, preimenovan je u »Tomislavovo šetalište«. U sklopu proslave posađena je i lipa, a ispred nje postavljen je stup s uklesanim natpisom: »Ova lipa zasađena je dana 6. rujna 1925. u spomen 1000-godišnjice Hrvatskog Kraljevstva«. Izvorna ploča iz 1925. oštećena je za vrijeme bombardiranja Osijeka u Domovinskom ratu; na njezino mjesto ugrađena je identična kopija, a izvornik se nalazi u osječkom Muzeju Slavonije.

### Novija povijest
Nakon Drugog svjetskog rata i dolaska Saveza komunista Jugoslavije na vlast perivoju je ponovno promijenjeno ime u »Park kulture«. Taj je naziv nosio sve do 1992., kada je parku nakon hrvatskog osamostaljenja vraćeno ime kralja Tomislava, a godine 1993. posađena je još jedna spomen-lipa.
Ispred lipe postavljeno je nekoliko klupica i ploča s natpisom:
»Ovu lipu posadio je
za Dan grada Osijeka
2. prosinca 1993. godine
gradonačelnik
prof. dr. sc. Zlatko Kramarić
u povodu obilježavanja
novoga samoupravnog
statusa grada Osijeka
u slobodnoj i neovisnoj
Republici Hrvatskoj.«

## Galerija
- zelena površina, 2015.
- advent, 2021.
- spomen-lipa iz 1925. (lijevo) te lipa iz 1993. (desno), siječanj 2025.

## Vanjske poveznice
- Osječki perivoji na stranicama Turističke zajednice Grada Osijeka, tzosijek.hr